# Автошлях E313
Автошлях E313 — автомобільний європейський автомобільний маршрут категорії Б, що проходить по території Бельгії та з'єднує міста Антверпен і Льєж.

## Маршрут
Весь шлях проходить через такі міста:

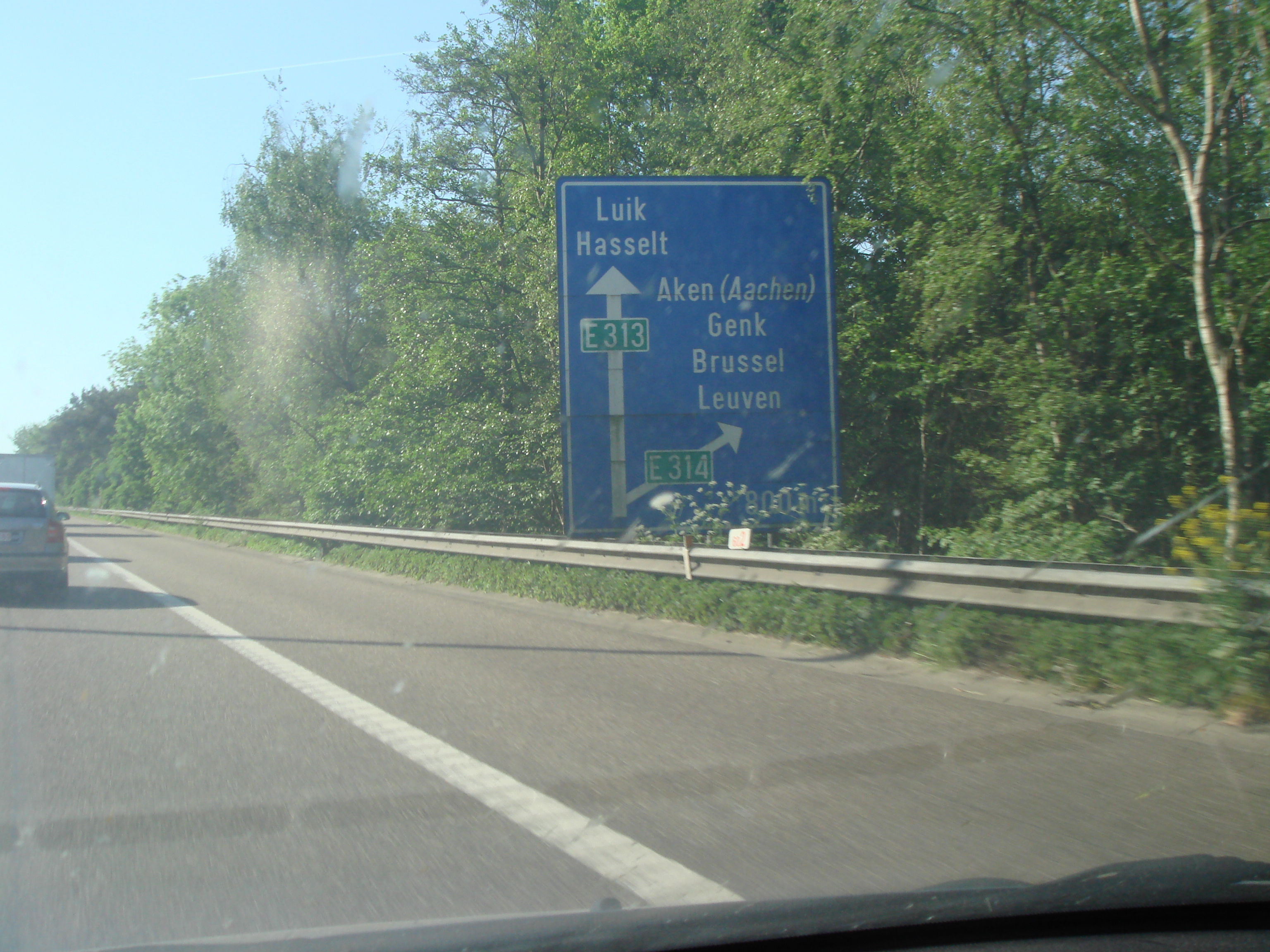
Автошлях E313 в сторону Люммена

- :
  -  E17,  E19,  E34 Антверпен
  -  E314 Люммен
  - Хасселт
  -  E25,  E40,  E42,  E46 Льєж